# Broken Oghibbeway
El ojibwe roto o broken oghibbeway fue una lengua pidgin basada en el idioma ojibwe y usado durante el período del comercio de pieles norteamericano tanto en el valle del Wisconsin como en el del Mississippí. La lengua fue documentada hacia 1820 en Prairie de Chien (Wisconsin) por Edwin James, un médicuo y naturalista, que le dio el nombre a dicho pidgin. Esta lengua ha sid dscrita como "una lengua con un vocabulario restringido tomado del dialecto Ojibwe de Ottawa y que además contiene algunas palabras del idioma fox, otra lengua algonquina de la región, y fue reestructurado y simplificado a partir del idioma ojibwe."
James apreció que el "Broken Oghibbeway" era diferente de la variante hablada de ojibwe en Wisconsin. Además observó que "es del dialecto usado por los comerciantes y por los francomestizos al hablar con los menominis y con los Winnebagos también con muchos miembros de los pueblos siux, sauk y fox."
Aunque esta lengua retiene muchos aspectos de la compleja morfología del ojibwe, no deja de ser una variante simplificada y reestructurada, con muchas simplificaciones en el tratamiento de la transitividad o el género gramatical, además tiene simplificaciones en el sistema de pronombres personales, perdida del sufijo negativo de los verbos y pérdida de sufijos flexivos que indican objetos verbales.